# Kyaikkami
Pour les articles homonymes, voir Amherst.
Kyaikkami est une station balnéaire de l'État Môn, au Sud-Est de la Birmanie. Elle est située à 48 km au Sud de Moulmein.
Elle s'est appelée Amherst, en hommage à William Pitt Amherst, gouverneur général de l’Inde britannique au moment de la première guerre anglo-birmane.

## Histoire
Kyaikkami fut d'abord occupée par les Môns. La ville moderne est une création des britanniques après leur annexion de la région (Traité de Yandabo 1826).